# Kiran Mazumdar-Shaw

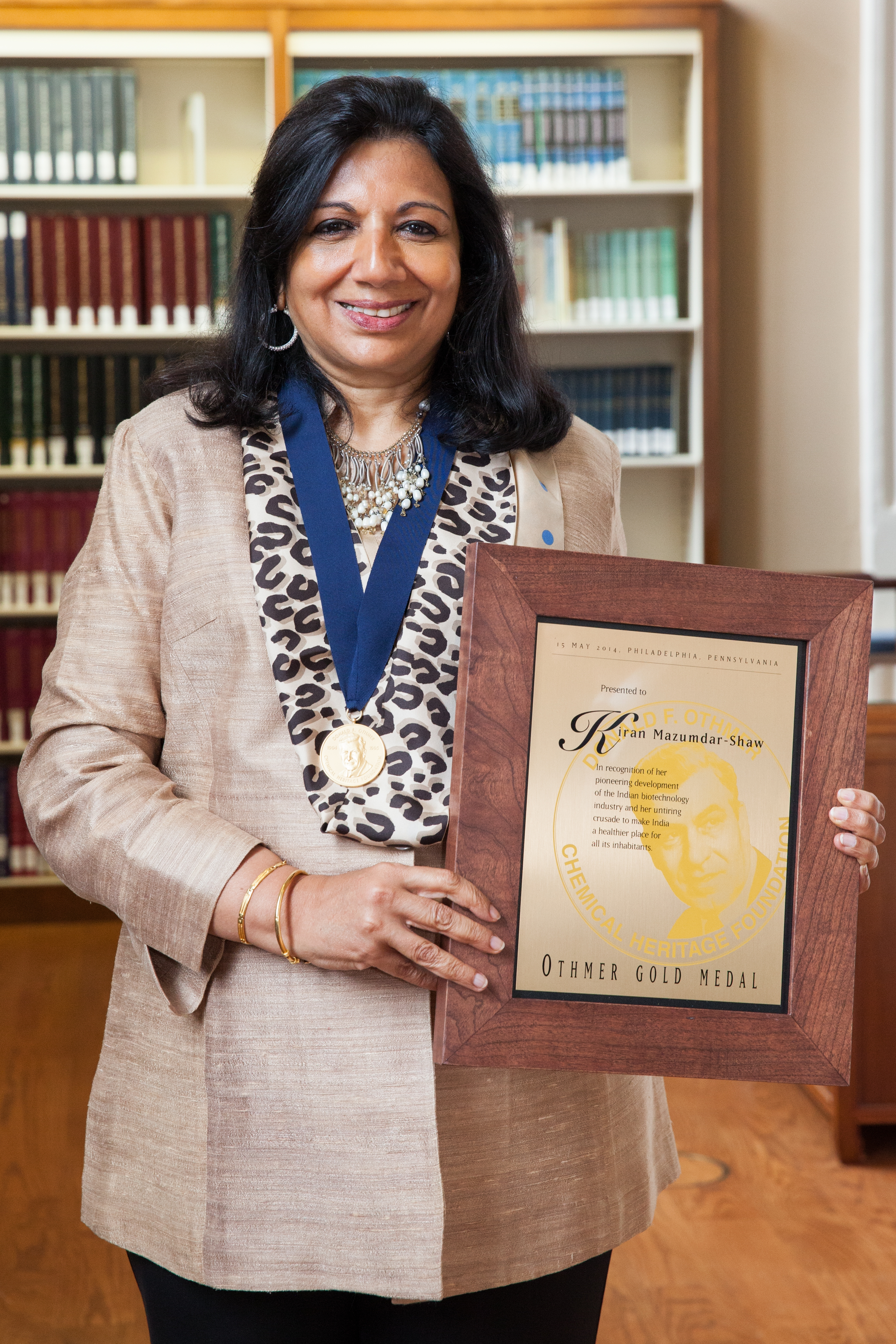
Kiran Mazumdar-Shaw mit Othmer-Goldmedaille 2014

Kiran Mazumdar-Shaw (Gujarati કિરણ મઝુમદાર-શો, Hindi किरण मजूमदार-शॉ, Kannada ಕಿರಣ್ ಮಜುಮ್ದರ್ ಷ; * 23. März 1953 in Bangalore) ist eine indische Unternehmerin. Sie ist Vorsitzende von Biocon Ltd. Durch den Börsengang ihres Unternehmens wurde sie 2004 die reichste Frau Indiens.

## Leben
Kiran Mazumdar-Shaw wurde in Bangalore als Tochter eines aus Gujarat stammenden Brauereimitarbeiters geboren. Dort besuchte sie auch die Bishop Cotton Girls School und das Mount Carmel College. 1973 schloss sie an der Bangalore University ihr Studium mit dem Bachelor of Science in Zoologie ab. Dann ging sie an das Ballarat Institute of Advanced Education (heute University of Ballarat) in Australien, um Brauwesen zu studieren. Dieses Studium schloss sie 1974 als Braumeister ab und stieg dann als Trainee bei der Brauerei Carlton & United Beverages ins Berufsleben ein. 1978 trat sie als Trainee Manager bei Biocon Biochemicals Limited in Irland ein.

## Biocon
In Zusammenarbeit mit Biocon gründete sie 1978 mit einem Kapital von 10.000 Rupien Biocon India. Das erste Ziel war es, ein Enzym aus Papaya zu extrahieren. Ihr Antrag auf einen Kredit wurde von den Banken abgelehnt, da Biotechnologie weitgehend unbekanntes Neuland war und ihre Firma keine Sicherheiten bieten konnte. Mit der Zeit wuchs Biocon unter ihrer Führung zum  größten Hersteller von Biopharmaka in Indien. Als Biocon 2004 an die Börse ging, waren die Aktien 30-fach überzeichnet. Nach dem Börsengang hielt Kiran Mazumdar-Shaw knapp 40 % der Aktien und war mit ca. 480 Millionen Dollar Indiens reichste Frau. Im April 2022 wurde ihr Vermögen von Forbes auf 3,3 Milliarden US-Dollar geschätzt.

## Privatleben
Kiran Mazumdar-Shaw engagiert sich besonders für die Erhaltung des historischen Charakters von Bangalore. Obwohl sie sich zu Bangalore bekennt, hat sie nie die lokale Sprache Kannada erlernt und befürwortet die Vormachtstellung der englischen Sprache. Sie ist Kunstsammlerin und hat ein Buch (Ale and Arty) über das Bierbrauen geschrieben, das von bekannten indischen Künstlern illustriert wurde.
1998 heiratete sie John Shaw, einen schottischen Expatriate Manager, der als Managing Director von Madura Coats Ltd. arbeitete.

## Ehrungen
The Economist und Fortune nannten Kiran Mazumdar-Shaw Indiens Biotech Queen und die New York Times verlieh ihr den Titel Indiens Mutter der Erfindungen.
- Padma Bhushan, eine der höchsten indischen zivilen Auszeichnungen für ihre Pionierarbeit auf dem Gebiet der Biotechnologie, 2005
- Ehrendoktorwürde der Manipal Academy of Higher Education (MAHE), 2005
- Lebenswerk Achievement Award from Indian Chamber of Commerce, 2005
- Wissenschaftliche Ehrendoktorwürde der Ballarat University, 2004
- Business Woman of the Year Award von The Economic Times, 2004
- Entrepreneur of the Year Award in Healthcare & Life Sciences Category von Ernst & Young, 2002
- Woman of the Year von der International Women’s Association Chennai, 1998–1999
- Othmer-Goldmedaille 2014
- Weltwirtschaftlicher Preis 2014
- Mitglied der National Academy of Engineering 2019
- Mitglied der Royal Society of Edinburgh 2022